# Won-tak-ui cheonsa
Won-tak-ui cheonsa (원탁의 천사?), noto anche con il titolo internazionale Holy Daddy, è un film del 2006 co-scritto e diretto da Kwon Sung-guk.

## Trama
Kang Won-tak aspetta da tempo che suo padre finisca di scontare la propria condanna per truffa, così da potersi chiarire con lui e recuperare tutto il tempo perso; il giorno prima del rilascio, l'uomo viene però ucciso durante una rivolta scoppiata nel carcere. Won-tak inizia così a pensare che dal cielo vogliano distruggergli la vita, e di conseguenza inizia a prendere scelte che ritiene lui stesso "sbagliate", con lo scopo di rovinarsi il prima possibile. Al padre di Won-tak viene però concesso un particolare privilegio: ritornare sulla terra, reincarnato nel corpo di un giovane ragazzo, così da far cambiare idea al figlio e riportarlo sulla retta via.

## Distribuzione
In Corea del Sud la pellicola è stata distribuita dalla Showbox, a partire dal 24 agosto 2006.